# Évariste Galois
Évariste Galois (Bourg-la-Reine, 25 ottobre 1811 – Parigi, 31 maggio 1832) è stato un matematico francese.

Firma di Évariste Galois

Ancora adolescente, fu in grado di determinare una condizione necessaria e sufficiente affinché un polinomio sia risolubile per radicali, risolvendo quindi un problema vecchio di oltre 350 anni. I suoi lavori hanno portato alla nascita della teoria di Galois e della teoria dei gruppi, due importanti branche dell'algebra astratta, e al sottocampo delle connessioni di Galois. Morì all'età di 20 anni, a causa delle ferite riportate in un duello.

## Biografia
Ragazzo prodigio, poco più che adolescente riuscì a determinare un metodo generale per scoprire se un'equazione sia risolvibile o meno con operazioni quali somma, sottrazione, moltiplicazione, divisione, elevazione a potenza ed estrazione di radice, risolvendo così un problema della matematica vecchio di secoli.

### Gli studi

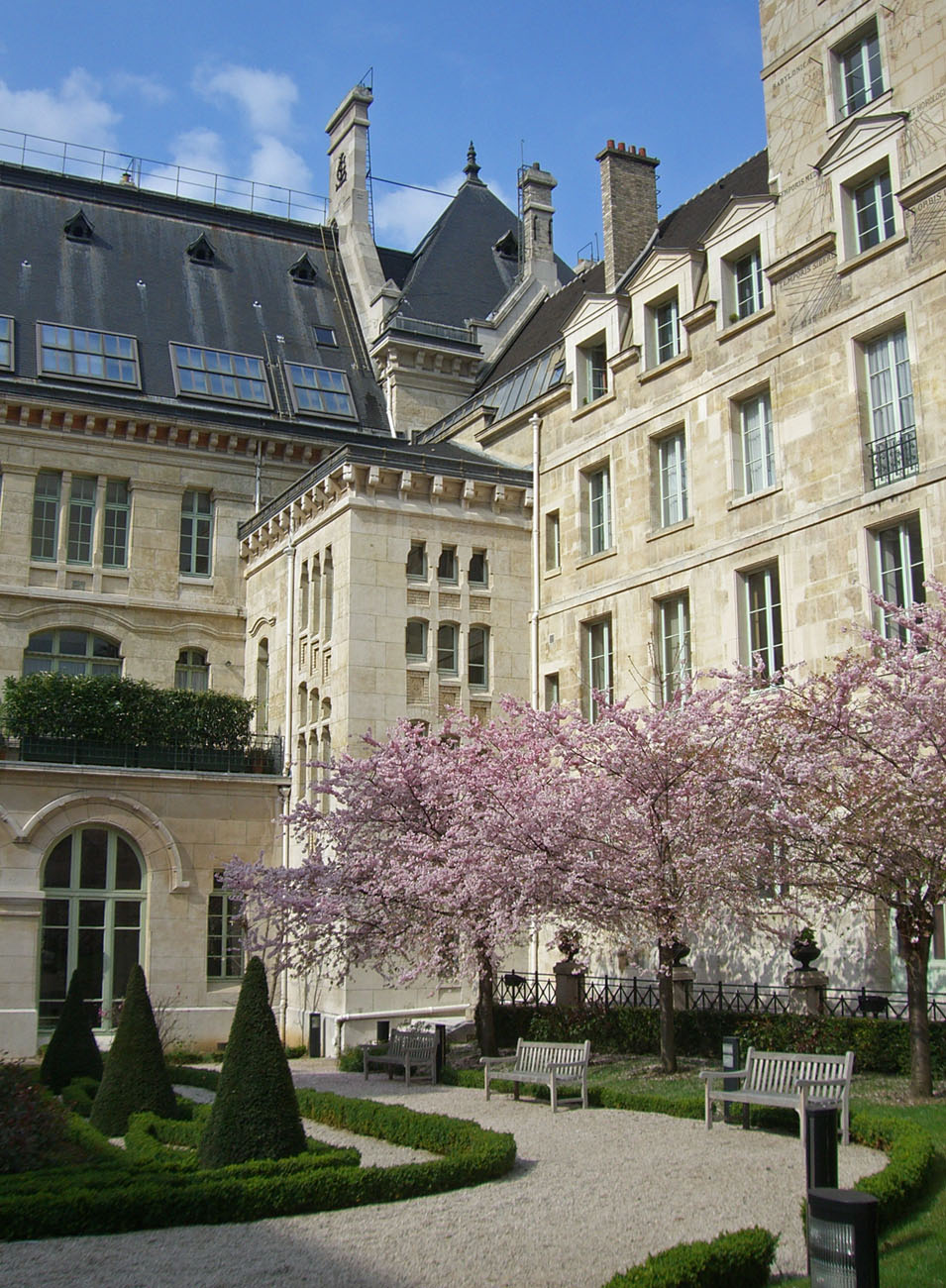
Il cortile interno del Lycée Louis-le-Grand, che Galois frequentò da ragazzo

Nel 1828 cercò di essere ammesso all'École polytechnique, ma fallì l'esame d'ammissione. Ritentò l'anno successivo, ma venne nuovamente bocciato, sempre all'esame d'ammissione.
Leggenda vuole che considerasse gli esercizi di matematica banali e non interessanti e che quindi si rifiutasse di risolverli; esasperato dall'esaminatore che gli voleva imporre di risolvere quegli esercizi, egli gli avrebbe scagliato contro il cancellino utilizzato per pulire la lavagna.
È più probabile che il giovane studente si fosse semplicemente rifiutato di giustificare affermazioni e passaggi che a suo dire erano banali. Sicuramente, secondo gli storici, a influenzare pesantemente il suo comportamento potrebbe essere stato il suicidio del padre.
La memoria di Galois sulla teoria delle equazioni fu proposta diverse volte per la pubblicazione, ma non venne mai pubblicata mentre egli era in vita.
Inizialmente il matematico fece pervenire la sua memoria a Cauchy. Questi la esaminò e gli disse di modificarla, dato che coincideva in alcuni punti con un lavoro di Abel. Galois modificò la memoria e la inviò a Fourier, verso l'inizio del 1830, per poter competere al Gran Premio indetto dall'Accademia delle Scienze di Parigi. Sfortunatamente Fourier morì e della memoria si persero le tracce. Il premio fu assegnato ad Abel e a Jacobi. Nonostante la scomparsa dello scritto, Galois pubblicò quell'anno tre lavori nei quali gettò le basi della sua teoria.
Nel gennaio 1831 Galois inviò a Poisson un breve riassunto dei suoi lavori, chiedendogli di presentare il suo testo all'Accademia. 
Nello stesso anno, mentre era in carcere (era un rivoluzionario convinto), Galois ricevette la risposta di Poisson: questi rifiutava il lavoro, affermando che l'esposizione non era chiara ed era impossibile analizzarne con chiarezza la rigorosità, e invitandolo a lavorare per rendere il lavoro più rigoroso e comprensibile.
Si è molto discusso sull'importanza di quel lavoro e sul perché un matematico intelligente come Poisson non sia stato in grado di riconoscere il valore della memoria. Alcuni argomentano che, poiché Poisson riceveva moltissimi lavori da esaminare, probabilmente la difficoltà del manoscritto e la sua contorta esposizione lo avrebbero dissuaso da uno studio attento; bisogna tuttavia notare che altri matematici (come per esempio Cauchy), pur non comprendendo a pieno il lavoro di Galois, riconobbero in esso grandi potenzialità.
Il suo lavoro ha posto le basi per la teoria che porta il suo nome, la Teoria di Galois appunto, un'importante branca dell'algebra astratta. È stato anche il primo ad utilizzare il termine "gruppo" in matematica per definire un insieme di possibili permutazioni di elementi ed ha definito i gruppi che portano il suo nome: i gruppi di Galois.
Galois era un fervente repubblicano ed è famoso un suo brindisi al re con in mano un coltello. Questo brindisi lo portò in prigione e solo grazie ad amici che testimoniarono a suo favore riuscì ad essere scarcerato.

### La morte

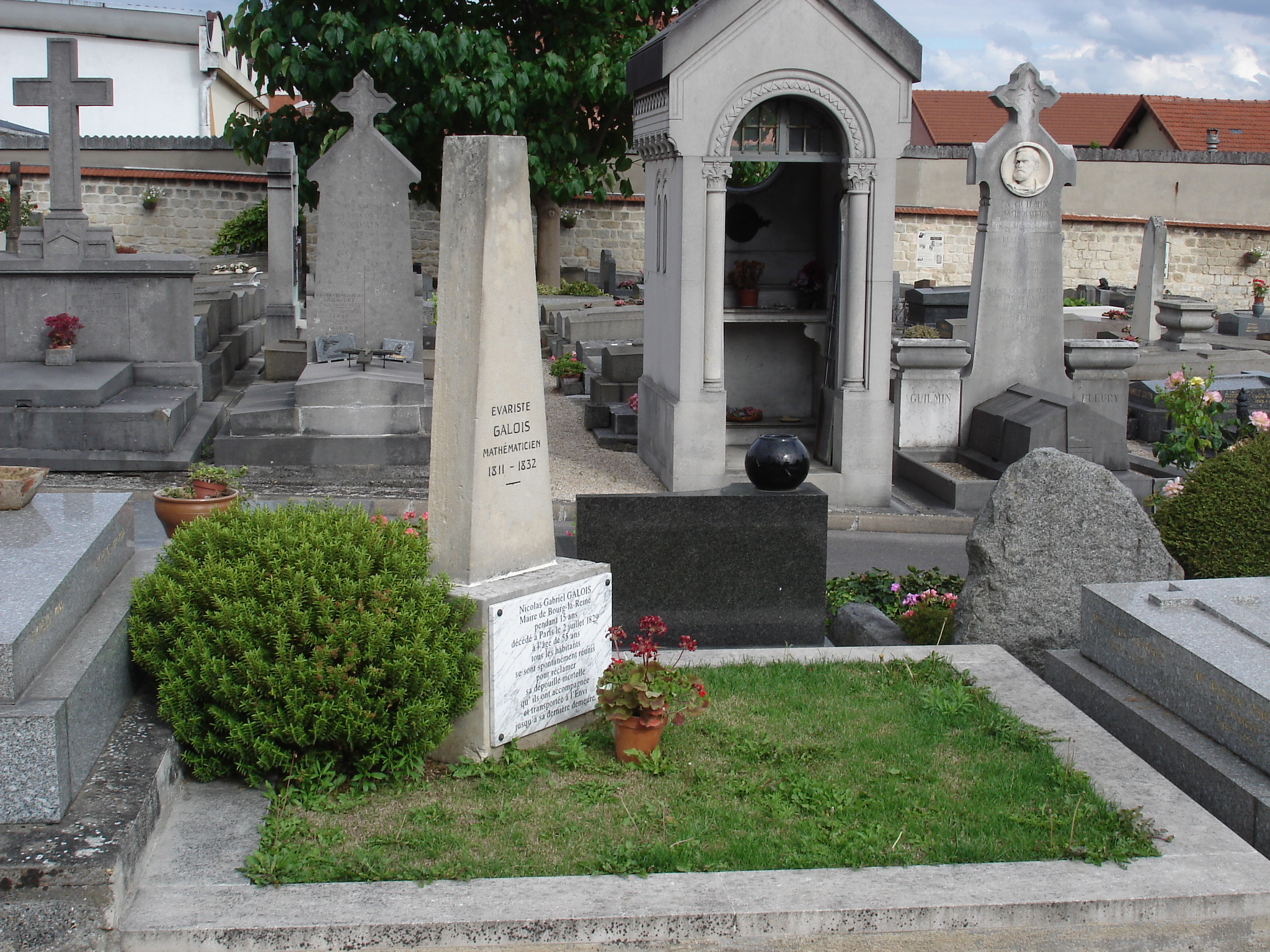
Il cenotafio di Évariste Galois a Bourg-la-Reine

Galois morì a 20 anni durante un duello con il "gentiluomo" parigino Pescheux d'Herbinville, fidanzato di Stéphanie, la donna di cui Galois si era innamorato, che l'aveva sfidato a duello già sicuro di vincere, essendo un esperto tiratore. Vi sono altre versioni che accusano la polizia segreta del re - Luigi Filippo I - della responsabilità del duello, affermando che la motivazione dell'onore fu solo una copertura per nascondere un omicidio politico cui si era prestata la donna contesa, Stéphanie; Galois infatti era di fede antimonarchica. Quale sia la vera versione non è noto. È certo invece che Galois fosse sicuro di morire durante quel duello, al punto che passò tutta la notte precedente a cercare di sistemare i suoi lavori matematici: in questi vi sono infatti delle annotazioni in cui afferma che gli manca il tempo per un'esposizione più completa e chiara.
Il 30 maggio 1832, di prima mattina, venne colpito da un proiettile all'addome. Fu soccorso solo dopo alcune ore dal fratello giunto sul posto del duello e il giorno seguente morì, probabilmente di peritonite, all'ospedale di Cochin. Le sue ultime parole, dette a suo fratello Alfred, furono: «Non piangere! Ho bisogno di tutto il mio coraggio per morire a vent'anni». Galois venne sepolto in una fossa comune e si ignora tuttora dove riposino i suoi resti. Al cimitero di Bourg-la-Reine, sua città natale, venne poi eretto un cenotafio.
I contributi matematici di Galois furono alla fine pubblicati nel 1846 da Joseph Liouville che, ricevuto il manoscritto, lo lesse attentamente e lo sistemò per rendere l'esposizione più semplice. Al termine del suo lavoro, Liouville dichiarò che effettivamente Galois aveva risolto il problema generale sulla risolubilità delle equazioni, che consisteva nel determinare le condizioni necessarie per risolvere algebricamente un'equazione, precedendo Abel. Il manoscritto fu pubblicato nel numero di ottobre-dicembre del Giornale di Matematica pura e applicata.

## Galois nella cultura di massa
Alexandre Astruc nel 1965 ha realizzato il cortometraggio Évariste Galois la cui sinossi riguardava la vigilia e la mattina fatale del duello che porterà il giovane Galois alla morte evidenziando come la sua preoccupazione dominante fosse stata, fino al tragico epilogo, la ricerca matematica.
Il regista Ansano Giannarelli ha diretto Non ho tempo, film del 1973 che narra le vicende riguardanti la vita di Évariste Galois.
La vita di Évariste Galois è stata messa in scena grazie all'opera dell'attore, regista e autore Franco Molè (1939-2006), compagno dell'attrice Annie Martine, che ha scritto, nel 1964, Evaristo. Prima assoluta nel 1967 al Teatro Eliseo di Roma, con Tomas Milian nel ruolo di Évariste e la regia di Ruggero Jacobbi.
Paolo Giordano ha scritto il monologo Galois sull'ultima notte di vita dello studioso, sceneggiato e portato in teatro nel 2016 da Fabrizio Falco.

## Opere

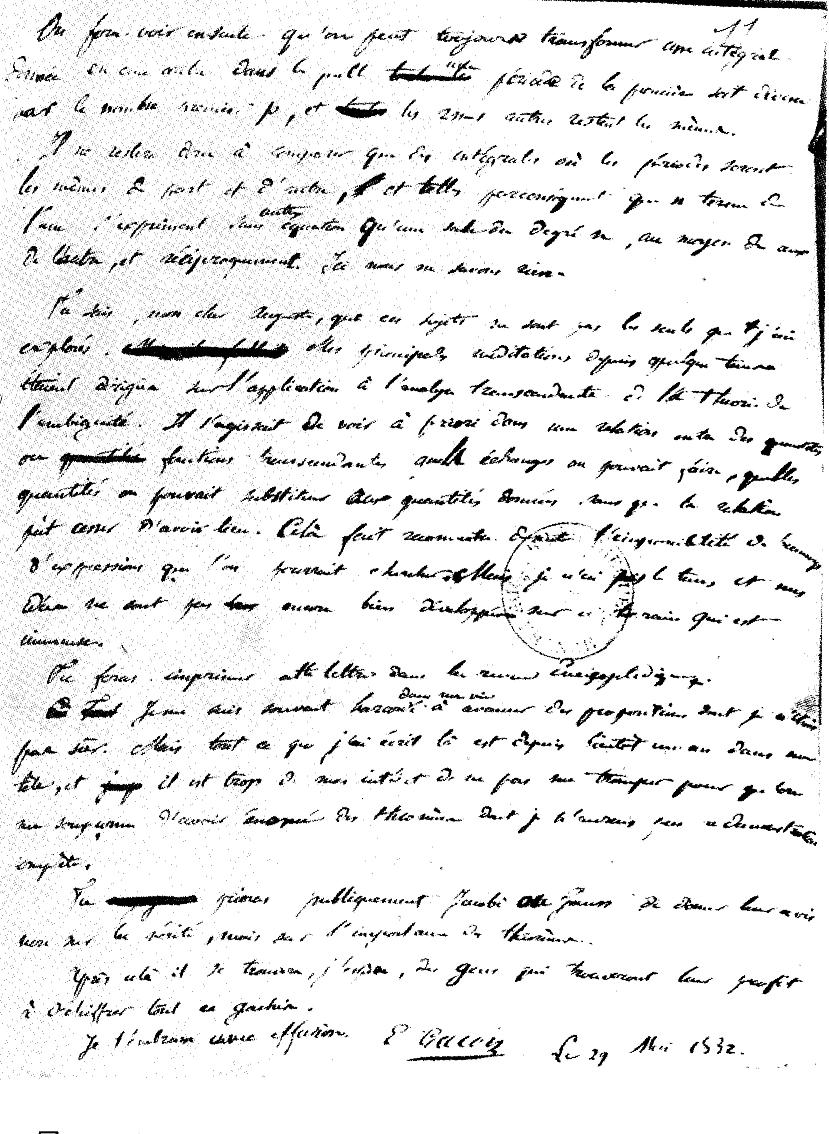
L'ultima pagina del testamento matematico manoscritto di Galois

- OEuvres mathématiques d'Évariste Galois publiées en 1897; suivies d'une notice sur, Évariste Galois et la théorie des équations algébriques (archiviato dall'url originale il 12 aprile 2018) / par G. Verriest, Paris, Gauthier-Villars, 1951
- Écrits et mémoires mathématiques d'Évariste Galois: édition critique intégrale de ses manuscrits et publications (archiviato dall'url originale il 12 aprile 2018) / par Robert, Bourgne et J.-P. Azra; préface de J. Dieudonné, Paris: Gauthier-Villars, 1962
- Galois, Évariste, Démonstration d'un théorème sur les fractions continues périodiques. Annales de mathématiques pures et appliquées: ouvrage périodique rédigé par M. J. D. Gergonne. Tome 19 (1828 et 1829), p. 294-302.
- Galois, Évariste, Analyse d'un mémoire sur la résolution algébrique des équations. Bulletin des sciences mathématiques, astronomiques, physiques et chimiques. Tomes 13, 1830, p. 271-272.
- Galois, Évariste, Note sur la résolution des équations numériques. Bulletin des sciences mathématiques, astronomiques, physiques et chimiques. Tomes 13, 1830, p. 413-414.
- Galois, Évariste, Sur la théorie des nombres. Bulletin des sciences mathématiques, astronomiques, physiques et chimiques. Tomes 13, 1830, p. 428-444. Liouville, Joseph,
- Œuvres mathématiques d’Évariste Galois: avertissement. Journal de mathématiques pures et appliquées ou Recueil mensuel de mémoires sur les diverses parties de mathématiques. Tome XI (1846), p. 381-416.
- Galois, Évariste, Mémoire sur les conditions de résolubilité des équations par radicaux. Journal de mathématiques pures et appliquées ou Recueil mensuel de mémoires sur les diverses parties de mathématiques publié par Joseph Liouville. Tome XI (1846), p. 417-433.
- Œuvres mathématiques d’Évariste Galois: publiées en 1897. Suivies d'une notice sur Évariste Galois et la théorie des équations algébriques par G. Verriest. Introduction par M. Emile Picard Paris: Gauthier-Villars, 1951
- Écrits et mémoires mathématiques d’Évariste Galois / édition critique intégrale de ses manuscrits et publications par Robert Bourgne et J.-P. Azra; préface de J. Dieudonné. Paris: Gauthier-Villars, 1962.